# Houbunsha
Houbunsha (芳文社, Hōbunsha) é uma editora japonesa fundada em 10 de julho de 1950.

## Revistas publicadas pela Houbunsha
- Weekly Manga Times
- Tsubomi (Yuri)
- Hana Oto

### Revistas Manga Time
- Manga Time
- Manga Time Jumbo
- Manga Time Lovely
- Manga Time Family
- Manga Time Special
- Manga Time Original
- Manga Home

### Revistas Manga Time Kirara
- Manga Time Kirara
- Manga Time Kirara Carat
- Manga Time Kirara Max
- Manga Time Kirara Forward
- Manga Time Kirara Carino[1]
- Manga Time Kirara Magica - Uma revista dedicada a série Puella Magi Madoka Magica [2]